# San Pablo de Tiquina

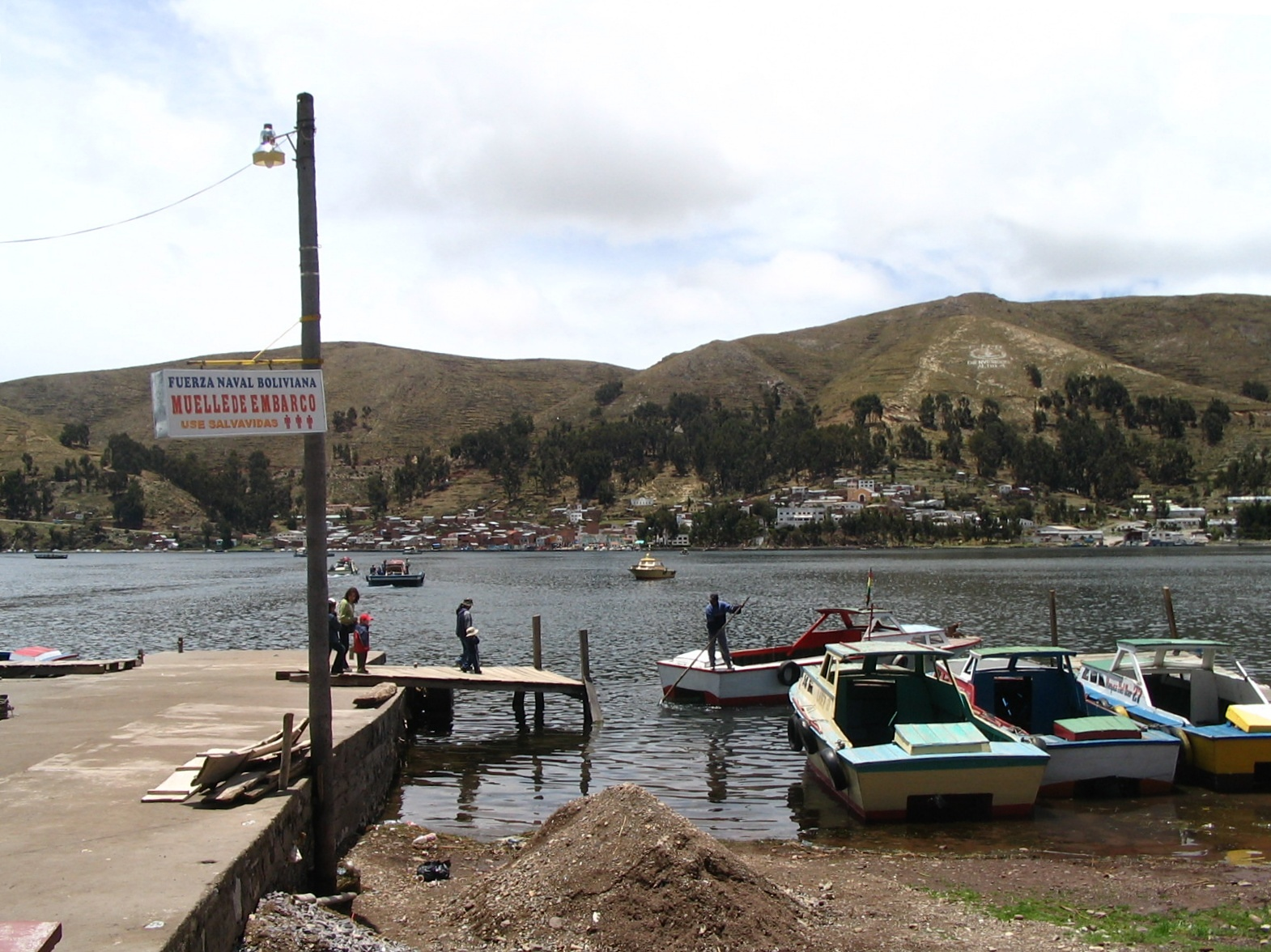

San Pablo de Tiquina is een plaats in het departement La Paz in Bolivia, provincie Manco Kapac, gemeente San Pedro de Tiquina.